# Ahoj (album)
Ahoj je šesté studiové album české hudební skupiny Krucipüsk, které  vyšlo 1. dubna 2007 

## Podrobnosti
Jde o jediné album kapely, kde se na postu hlavního baskytaristy představil Milan Cimfe.
Autorem přebalu je Marcel Musil.

## Přijetí
Album bylo v době vydání přijato smířlivě, ačkoliv recenzenti připoušteli, že kvalit předchozího alba nedosahuje. Zpětně na něj například servery metalforever.info a musicserver.cz pohlížejí jako na nedotažené a v podstatě zklamání v porovnání s předchozí tvorbou. Uvádějí též, že tímto albem započalo období kapely, ve kterém natáčela spíše méně zdařilá díla.

## Videoklip
Pro album byl natočen animovaný videoklip k písni „Morski pas"

## Seznam skladeb
| Pořadí         | Název            | Délka |
| -------------- | ---------------- | ----- |
| 1.             | HüMNüS           | 3:46  |
| 2.             | Ahoj!            | 3:40  |
| 3.             | Dealer           | 1:53  |
| 4.             | Myhovado         | 4:22  |
| 5.             | Morski Pas       | 2:37  |
| 6.             | Hola hou!        | 5:26  |
| 7.             | Yessus na na ftu | 2:59  |
| 8.             | Proč!            | 2:30  |
| 9.             | Sjetej           | 2:55  |
| 10.            | Éo Éo!           | 4:23  |
| Celková délka: | Celková délka:   | 34:35 |

## Obsazení
- Tomáš Hajíček – zpěv
- Jarmut Gabriel – kytara, zpěv
- Milan Cimfe – baskytara, zpěv
- Vojtěch Douda – bicí